# Monocercops resplendens
Monocercops resplendens là một loài bướm đêm thuộc họ Gracillariidae. Nó được tìm thấy ở Ấn Độ (West Bengal, Meghalaya, Uttaranchal) và Nepal.
Sải cánh dài 6.7-9.9 mm.
Ấu trùng ăn Shorea robusta. Chúng ăn lá nơi chúng làm tổ.